# Morgenrødens Helvedesherre
Morgenrødens Helvedesherre (с дат. — «Повелитель рассвета») — дебютный студийный альбом датской блэк-метал-группы Heltekvad, выпущенный 25 марта 2022 года на лейбле Eisenwald Tonschmiede.

## Отзывы критиков
Альбом получил положительные отзывы от музыкальных критиков. По словам Йоханнеса Вернера из metal.de, группа играет героичный и эпический блэк-метал, глубоко уходящий корнями в классическое звучание скандинавского блэка 90-х, но при этом альбом «не лишняя копия, а одна из самых необходимых вещей, которые жанр может предложить в этом году».

## Список композиций
| №                   | Название                            | Длительность |
| ------------------- | ----------------------------------- | ------------ |
| 1.                  | «Morgenrødens Åbenbaring»           | 3:39         |
| 2.                  | «Ærbødig Er Den Som Sejrer»         | 5:40         |
| 3.                  | «Ved Sværdets Klinge Skal Du Forgå» | 5:10         |
| 4.                  | «Eder Og Hæder»                     | 4:55         |
| 5.                  | «Fornægter Din Æt»                  | 4:38         |
| 6.                  | «Du Skæbnesvangre Stund»            | 5:35         |
| 7.                  | «Døden Står Ved Himmelens Port»     | 5:53         |
| Общая длительность: | Общая длительность:                 | 35:30        |

## Участники записи

### Heltekvad
- Ole Luk — вокал, гитара, бас
- Simon Skotte — гитара, бас
- Simon Frenning — ударные, бэк-вокал

### Технический персонал
- Kristoffer Staunsholt Alm — сведение
- Greg Chandler — мастеринг